# Ij (Iran)
Īj (farsi ايج) è una città dello shahrestān di Estahban, circoscrizione Centrale, nella provincia di Fars. Aveva, nel 2006, una popolazione di 6.233 abitanti.